# Joseph Vuillemin
Joseph Vuillemin (Bordeaux, 14 de março de 1883 – Lyon, 23 de julho de 1963), general francês, foi Chefe de Estado-Maior da Aeronáutica em 1938 e comandante-chefe da Força Aérea francesa entre 1939 e 1940. Serviu na Primeira Guerra Mundial na aviação de bombardeio.

## Carreira
Soldado profissional francês cujo interesse precoce pela aviação o levou a posições de liderança cada vez mais responsáveis na Aeronautique Militaire durante a Primeira Guerra Mundial. da Legion d'honneur, além de sete vitórias aéreas, ele se tornou um líder dinâmico de uma expedição aérea à África em 1933. Sua ascensão na hierarquia continuou até a Segunda Guerra Mundial, quando se tornou Chefe do Estado-Maior da Força Aérea Francesa durante o primeiro ano da Segunda Guerra Mundial.